# Heterophyes heterophyes
Heterophyes heterophyes är en plattmaskart. Heterophyes heterophyes ingår i släktet Heterophyes och familjen Heterophyidae. Inga underarter finns listade i Catalogue of Life.

## Bildgalleri

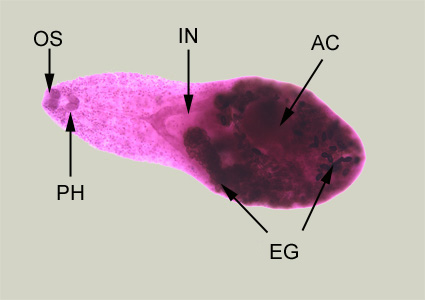
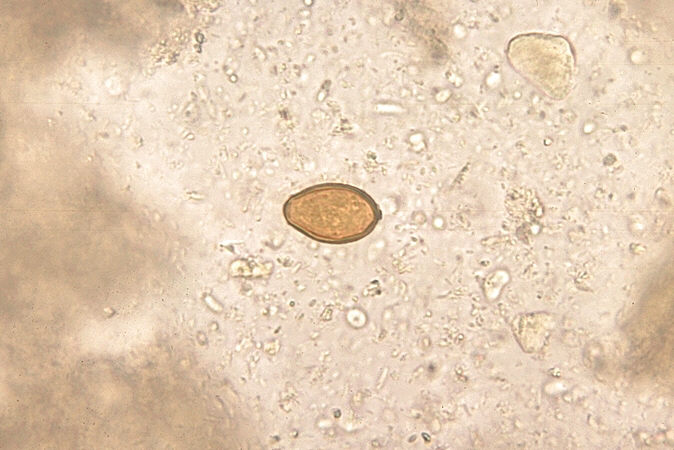
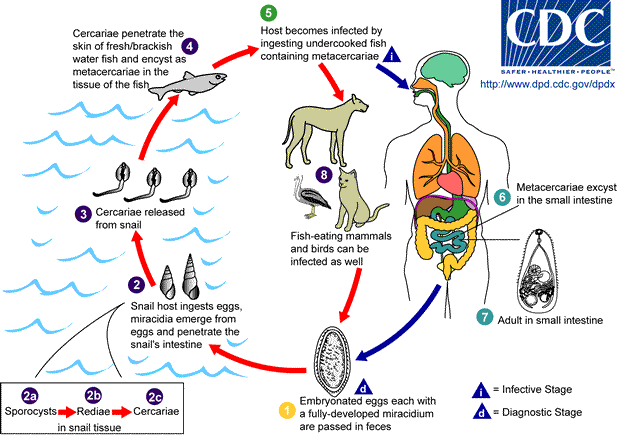
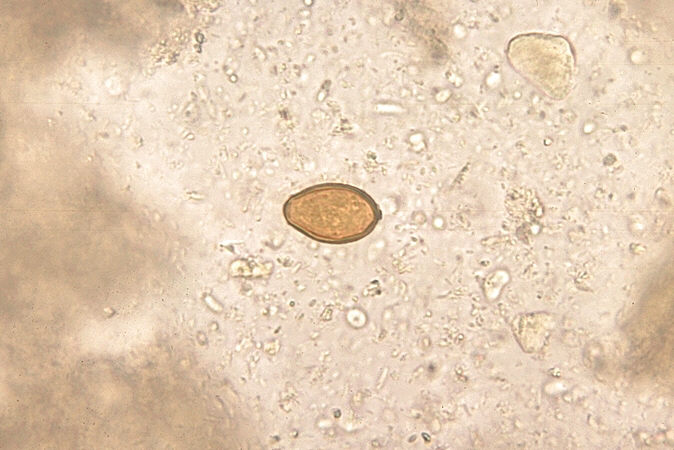
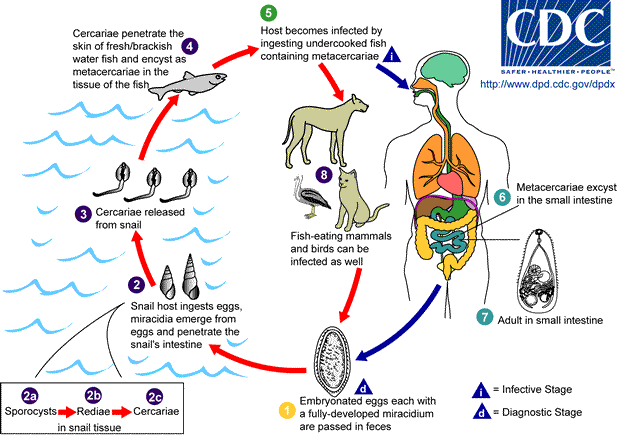